# Дефект Шотткі

Ілюстрація дефекта Шоткі

Дефект Шоткі — дефект кристалічної ґратки, система вакансій, яка зберігає стехіометричний склад кристалу.
Наприклад, у кристалі NaCl дефект Шоткі — відсутність аніона і катіона.